# Buisson (månekrater)
Buisson er et nedslagskrater på Månen. Det befinder sig på Månens bagside og er opkaldt efter den franske fysiker og astronom Henri Buisson (1873 – 1944).
Navnet blev officielt tildelt af den Internationale Astronomiske Union (IAU) i 1970. 

## Omgivelser
Buissonkrateret er næsten forbundet med den sydøstlige rand af Vesaliuskrateret. Mod sydvest ligger Einthovenkrateret. 

## Karakteristika
Buissons kraterrand er noget nedslidt og er lavest mod nord. Hen over kraterets midte strækker sig en lav højderyg.

## Satellitkratere
De kratere, som kaldes satellitter, er små kratere beliggende i eller nær hovedkrateret. Deres dannelse er sædvanligvis sket uafhængigt af dette, men de får samme navn som hovedkrateret med tilføjelse af et stort bogstav. På kort over Månen er det en konvention at identificere dem ved at placere dette bogstav på den side af satellitkraterets midte, som ligger nærmest hovedkrateret. Buissonkrateret har følgende satellitkratere:
| Buisson | Længde | Bredde   | Diameter |
| ------- | ------ | -------- | -------- |
| V       | 0,6° S | 110,8° Ø | 22 km    |
| X       | 1,6° N | 111,6° Ø | 21 km    |
| Y       | 1,4° N | 112,6° Ø | 36 km    |
| Z       | 0,0° S | 112,5° Ø | 98 km    |

## Måneatlas
- Billeder af Buissonkrateret i LPI-måneatlasset